# Svájc a 2018. évi téli olimpiai játékokon
Svájc a dél-koreai Phjongcshangban megrendezett 2018. évi téli olimpiai játékok egyik részt vevő nemzete volt.  Az országot az olimpián 14 sportágban 166 sportoló képviselte, aki összesen 15 érmet szereztek.

## Érmesek
| Érem  | Versenyző                                                                | Sportág      | Versenyszám                  |
| ----- | ------------------------------------------------------------------------ | ------------ | ---------------------------- |
| Arany | Dario Cologna                                                            | Sífutás      | Férfi 15 km                  |
| Arany | Sarah Höfflin                                                            | Síakrobatika | Női slopestyle               |
| Arany | Michelle Gisin                                                           | Alpesisí     | Női összetett                |
| Arany | Wendy Holdener Denise Feierabend Luca Aerni Daniel Yule Ramon Zenhäusern | Alpesisí     | Vegyes csapat                |
| Arany | Nevin Galmarini                                                          | Snowboard    | Férfi parallel giant slalom  |
| Ezüst | Jenny Perret Martin Rios                                                 | Curling      | Vegyes páros                 |
| Ezüst | Beat Feuz                                                                | Alpesisí     | Férfi szuperóriás-műlesiklás |
| Ezüst | Wendy Holdener                                                           | Alpesisí     | Női műlesiklás               |
| Ezüst | Mathilde Gremaud                                                         | Síakrobatika | Női slopestyle               |
| Ezüst | Marc Bischofberger                                                       | Síakrobatika | Férfi síkrossz               |
| Ezüst | Ramon Zenhäusern                                                         | Alpesisí     | Férfi műlesiklás             |
| Bronz | Beat Feuz                                                                | Alpesisí     | Férfi lesiklás               |
| Bronz | Wendy Holdener                                                           | Alpesisí     | Női összetett                |
| Bronz | Fanny Smith                                                              | Síakrobatika | Női síkrossz                 |
| Bronz | Benoît Schwarz Claudio Pätz Peter de Cruz Valentin Tanner Dominik Märki  | Curling      | Férfi                        |

## Alpesisí
Férfi
| Versenyző        | Versenyszám            | 1. futam      | 1. futam      | 2. futam | 2. futam | Összesítés    | Összesítés    |
| Versenyző        | Versenyszám            | Idő           | Hely.         | Idő      | Hely.    | Idő           | Helyezés      |
| ---------------- | ---------------------- | ------------- | ------------- | -------- | -------- | ------------- | ------------- |
| Luca Aerni       | Óriás-műlesiklás       | 1:11,40       | 26.           | 1:10,22  | 7.       | 2:21,62       | 19.           |
| Luca Aerni       | Műlesiklás             | nem ért célba | nem ért célba | kiesett  | kiesett  | kiesett       | kiesett       |
| Gino Caviezel    | Óriás-műlesiklás       | 1:09,99       | 13.           | 1:11,26  | 24.      | 2:21,25       | =15.          |
| Mauro Caviezel   | Lesiklás               |               |               |          |          | 1:41,86       | 13.           |
| Mauro Caviezel   | Szuperóriás-műlesiklás |               |               |          |          | nem ért célba | nem ért célba |
| Beat Feuz        | Lesiklás               |               |               |          |          | 1:40,43       |               |
| Beat Feuz        | Szuperóriás-műlesiklás |               |               |          |          | 1:24,57       |               |
| Marc Gisin       | Lesiklás               |               |               |          |          | 1:42,82       | 21.           |
| Loïc Meillard    | Óriás-műlesiklás       | 1:09,77       | 12.           | 1:10,68  | 17.      | 2:20,45       | 9.            |
| Loïc Meillard    | Műlesiklás             | 49,63         | 19.           | 50,69    | 3.       | 1:40,32       | 14.           |
| Justin Murisier  | Óriás-műlesiklás       | nem ért célba | nem ért célba | kiesett  | kiesett  | kiesett       | kiesett       |
| Gilles Roulin    | Lesiklás               |               |               |          |          | 1:43,88       | 33.           |
| Gilles Roulin    | Szuperóriás-műlesiklás |               |               |          |          | 1:26,20       | 21.           |
| Thomas Tumler    | Szuperóriás-műlesiklás |               |               |          |          | 1:26,52       | 26.           |
| Daniel Yule      | Műlesiklás             | 48,88         | 11.           | 51,24    | 13.      | 1:40,12       | 8.            |
| Ramon Zenhäusern | Műlesiklás             | 48,66         | 9.            | 50,67    | 2.       | 1:39,33       |               |

| Versenyző       | Versenyszám | Lesiklás | Lesiklás | Műlesiklás    | Műlesiklás    | Összesítés | Összesítés |
| Versenyző       | Versenyszám | Idő      | Hely.    | Idő           | Hely.         | Idő        | Helyezés   |
| --------------- | ----------- | -------- | -------- | ------------- | ------------- | ---------- | ---------- |
| Luca Aerni      | Összetett   | 1:21,34  | 25.      | 48,18         | 11.           | 2:09,52    | 11.        |
| Mauro Caviezel  | Összetett   | 1:20,47  | 11.      | 49,13         | 18.           | 2:09,60    | =12.       |
| Carlo Janka     | Összetett   | 1:20,58  | 14.      | 49,22         | 20.           | 2:09,80    | 15.        |
| Justin Murisier | Összetett   | 1:21,58  | 30.      | nem ért célba | nem ért célba | kiesett    | kiesett    |

Női
| Versenyző         | Versenyszám            | 1. futam      | 1. futam      | 2. futam | 2. futam | Összesítés    | Összesítés    |
| Versenyző         | Versenyszám            | Idő           | Hely.         | Idő      | Hely.    | Idő           | Helyezés      |
| ----------------- | ---------------------- | ------------- | ------------- | -------- | -------- | ------------- | ------------- |
| Denise Feierabend | Műlesiklás             | 51,93         | 24.           | 49,80    | 6.       | 1:41,73       | 14.           |
| Jasmine Flury     | Lesiklás               |               |               |          |          | nem ért célba | nem ért célba |
| Jasmine Flury     | Szuperóriás-műlesiklás |               |               |          |          | 1:23,30       | 27.           |
| Michelle Gisin    | Lesiklás               |               |               |          |          | 1:40,55       | 8.            |
| Michelle Gisin    | Szuperóriás-műlesiklás |               |               |          |          | 1:21,57       | 9.            |
| Michelle Gisin    | Műlesiklás             | 51,43         | 18.           | 50,42    | 12.      | 1:41,85       | 16.           |
| Lara Gut          | Lesiklás               |               |               |          |          | nem ért célba | nem ért célba |
| Lara Gut          | Szuperóriás-műlesiklás |               |               |          |          | 1:21,23       | 4.            |
| Lara Gut          | Óriás-műlesiklás       | nem ért célba | nem ért célba | kiesett  | kiesett  | kiesett       | kiesett       |
| Wendy Holdener    | Óriás-műlesiklás       | 1:11,92       | 13.           | 1:09,35  | 6.       | 2:29,27       | 9.            |
| Wendy Holdener    | Műlesiklás             | 48,89         | 1.            | 49,79    | 5.       | 1:38,68       |               |
| Corinne Suter     | Lesiklás               |               |               |          |          | 1:40,29       | 6.            |
| Corinne Suter     | Szuperóriás-műlesiklás |               |               |          |          | 1:22,24       | 17.           |
| Simone Wild       | Óriás-műlesiklás       | 1:13,52       | 22.           | 1:13,23  | 33.      | 2:26,75       | 28.           |

| Versenyző         | Versenyszám | Lesiklás | Lesiklás | Műlesiklás | Műlesiklás | Összesítés | Összesítés |
| Versenyző         | Versenyszám | Idő      | Hely.    | Idő        | Hely.      | Idő        | Helyezés   |
| ----------------- | ----------- | -------- | -------- | ---------- | ---------- | ---------- | ---------- |
| Denise Feierabend | Összetett   | 1:43,04  | 17.      | 40,90      | 5.         | 2:23,94    | 9.         |
| Michelle Gisin    | Összetett   | 1:40,14  | 3.       | 40,76      | 4.         | 2:20,90    |            |
| Wendy Holdener    | Összetett   | 1:42,11  | 10.      | 40,23      | 1.         | 2:22,34    |            |

Vegyes
| Versenyző                                                                | Versenyszám | Nyolcaddöntő                | Negyeddöntő                 | Elődöntő                     | Döntő                   | Helyezés |
| Versenyző                                                                | Versenyszám | Ellenfél Eredmény           | Ellenfél Eredmény           | Ellenfél Eredmény            | Ellenfél Eredmény       | Helyezés |
| ------------------------------------------------------------------------ | ----------- | --------------------------- | --------------------------- | ---------------------------- | ----------------------- | -------- |
| Wendy Holdener Denise Feierabend Luca Aerni Daniel Yule Ramon Zenhäusern | Vegyes      | Magyarország (HUN) · Gy 4–0 | Németország (GER) · Gy 2*–2 | Franciaország (FRA) · Gy 3–1 | Ausztria (AUT) · Gy 3–1 |          |

## Biatlon
Férfi
| Versenyző                                                   | Versenyszám            | Időeredmény | Lövőhiba    | Helyezés |
| ----------------------------------------------------------- | ---------------------- | ----------- | ----------- | -------- |
| Mario Dolder                                                | 10 km sprint           | 25:54,8     | 5 (3+2)     | 64.      |
| Mario Dolder                                                | 20 km egyéni indításos | 52:46,5     | 3 (0+1+0+2) | 49.      |
| Jeremy Finello                                              | 10 km sprint           | 25:54,7     | 3 (2+1)     | 63.      |
| Jeremy Finello                                              | 20 km egyéni indításos | 52:37,5     | 3 (0+1+0+2) | 47.      |
| Benjamin Weger                                              | 10 km sprint           | 24:15,5     | 1 (0+1)     | 15.      |
| Benjamin Weger                                              | 12,5 km üldözőverseny  | 33:54,8     | 2 (1+0+0+1) | 6.       |
| Benjamin Weger                                              | 20 km egyéni indításos | 48:52,4     | 1 (1+0+0+0) | 6.       |
| Benjamin Weger                                              | 15 km tömegrajtos      | 38:10,5     | 5 (2+2+1+0) | 27.      |
| Serafin Wiestner                                            | 10 km sprint           | 24:02,3     | 1 (0+1)     | 9.       |
| Serafin Wiestner                                            | 12,5 km üldözőverseny  | 36:37,0     | 6 (0+1+3+2) | 28.      |
| Serafin Wiestner                                            | 15 km tömegrajtos      | 38:00,9     | 3 (2+1+0+0) | 24.      |
| Mario Dolder Jeremy Finello Benjamin Weger Serafin Wiestner | 4 × 7,5 km váltó       | 1:23:06,1   | 24 (10+14)  | 15.      |

Női
| Versenyző                                                 | Versenyszám            | Időeredmény | Lövőhiba    | Helyezés |
| --------------------------------------------------------- | ---------------------- | ----------- | ----------- | -------- |
| Irene Cadurisch                                           | 7,5 km sprint          | 21:51,7     | 1 (1+0)     | 8.       |
| Irene Cadurisch                                           | 10 km üldözőverseny    | 32:52,8     | 4 (0+0+3+1) | 16.      |
| Irene Cadurisch                                           | 12,5 km tömegrajtos    | 39:44,7     | 4 (2+1+1+0) | 28.      |
| Aita Gasparin                                             | 15 km egyéni indításos | 48:26,2     | 5 (1+2+1+1) | 68.      |
| Elisa Gasparin                                            | 7,5 km sprint          | 22:52,4     | 2 (0+2)     | 31.      |
| Elisa Gasparin                                            | 10 km üldözőverseny    | 34:11,2     | 5 (2+2+1+0) | 35.      |
| Elisa Gasparin                                            | 15 km egyéni indításos | 43:22,4     | 1 (1+0+0+0) | 8.       |
| Elisa Gasparin                                            | 12,5 km tömegrajtos    | 39:21,0     | 5 (0+2+1+2) | 27.      |
| Selina Gasparin                                           | 7,5 km sprint          | 23:18,4     | 4 (3+1)     | 41.      |
| Selina Gasparin                                           | 10 km üldözőverseny    | 34:40,2     | 5 (2+2+1+0) | 39.      |
| Selina Gasparin                                           | 15 km egyéni indításos | 48:07,4     | 5 (1+0+2+2) | 65.      |
| Lena Häcki                                                | 7,5 km sprint          | 22:39,7     | 3 (1+2)     | 26.      |
| Lena Häcki                                                | 10 km üldözőverseny    | 32:16,8     | 3 (1+1+1+0) | 8.       |
| Lena Häcki                                                | 15 km egyéni indításos | 45:22,5     | 4 (1+2+1+0) | 34.      |
| Lena Häcki                                                | 12,5 km tömegrajtos    | 38:22,3     | 4 (1+2+0+1) | 23.      |
| Irene Cadurisch Elisa Gasparin Selina Gasparin Lena Häcki | 4 × 6 km váltó         | 1:12:46,9   | 16 (8+8)    | 6.       |

Vegyes
| Versenyző                                                 | Versenyszám  | Időeredmény | Lövőhiba | Helyezés |
| --------------------------------------------------------- | ------------ | ----------- | -------- | -------- |
| Elisa Gasparin Lena Häcki Benjamin Weger Serafin Wiestner | Vegyes váltó | 1:11:31,4   | 1 (1+13) | 13.      |

## Bob
Férfi
| Versenyző                                                | Versenyszám | 1. futam | 1. futam | 2. futam | 2. futam | 3. futam | 3. futam | 4. futam | 4. futam | Összesítés | Összesítés |
| Versenyző                                                | Versenyszám | Idő      | Hely.    | Idő      | Hely.    | Idő      | Hely.    | Idő      | Hely.    | Idő        | Helyezés   |
| -------------------------------------------------------- | ----------- | -------- | -------- | -------- | -------- | -------- | -------- | -------- | -------- | ---------- | ---------- |
| Clemens Bracher* Michael Kuonen                          | Kettes      | 49,73    | 17.      | 49,90    | 10.      | 49,64    | 16.      | 49,56    | 10.      | 3:18,83    | 16.        |
| Rico Peter* Simon Friedli                                | Kettes      | 49,72    | 16.      | 49,53    | 5.       | 49,52    | 10.      | 49,49    | 9.       | 3:18,26    | 11.        |
| Clemens Bracher* Alain Knuser Martin Meier Fabio Badraun | Négyes      | 49,06    | 9.       | 49,54    | =15.     | 49,59    | 16.      | 49,72    | 14.      | 3:17,91    | 14.        |
| Rico Peter* Thomas Amrhein Simon Friedli Michael Kuonen  | Négyes      | 49,05    | 8.       | 49,16    | =2.      | 48,87    | 2.       | 49,51    | 1.       | 3:16,59    | 4.         |

Női
| Versenyző                     | Versenyszám | 1. futam | 1. futam | 2. futam | 2. futam | 3. futam | 3. futam | 4. futam | 4. futam | Összesítés | Összesítés |
| Versenyző                     | Versenyszám | Idő      | Hely.    | Idő      | Hely.    | Idő      | Hely.    | Idő      | Hely.    | Idő        | Helyezés   |
| ----------------------------- | ----------- | -------- | -------- | -------- | -------- | -------- | -------- | -------- | -------- | ---------- | ---------- |
| Sabina Hafner* Rahel Rebsamen | Kettes      | 50,86    | 8.       | 51,16    | 10.      | 51,07    | 9.       | 51,21    | 9.       | 3:24,30    | 9.         |

- Alex Baumann és Eveline Rebsamen (tartalékok)

* – a bob vezetője

## Curling

### Férfi
- Benoît Schwarz
- Claudio Pätz
- Peter de Cruz
- Valentin Tanner
- Dominik Märki

Csoportkör
| Nemzet           | Skip             | Gy | V | P+ | P- | Gy end | V end | Üres endek | Saját rabolt endek | Lökés % |
| ---------------- | ---------------- | -- | - | -- | -- | ------ | ----- | ---------- | ------------------ | ------- |
| Svédország       | Niklas Edin      | 7  | 2 | 62 | 43 | 34     | 28    | 13         | 8                  | 87%     |
| Kanada           | Kevin Koe        | 6  | 3 | 56 | 46 | 36     | 34    | 14         | 8                  | 87%     |
| Egyesült Államok | John Shuster     | 5  | 4 | 67 | 63 | 37     | 39    | 4          | 6                  | 80%     |
| Nagy-Britannia   | Kyle Smith       | 5  | 4 | 55 | 60 | 40     | 37    | 8          | 7                  | 82%     |
| Svájc            | Peter de Cruz    | 5  | 4 | 60 | 55 | 39     | 37    | 10         | 6                  | 83%     |
| Norvégia         | Thomas Ulsrud    | 4  | 5 | 45 | 54 | 32     | 36    | 6          | 6                  | 82%     |
| Dél-Korea        | Kim Chang-min    | 4  | 5 | 54 | 59 | 40     | 41    | 7          | 8                  | 82%     |
| Japán            | Morozumi Juszuke | 4  | 5 | 48 | 56 | 33     | 35    | 13         | 5                  | 81%     |
| Olaszország      | Joel Retornaz    | 3  | 6 | 50 | 56 | 37     | 38    | 15         | 7                  | 81%     |
| Dánia            | Rasmus Stjerne   | 2  | 7 | 53 | 70 | 36     | 39    | 12         | 5                  | 83%     |

1. 1 2  Nagy-Britannia és Svájc rájátszáson mérkőzött az elődöntőbe jutásért

| Sheet D                | 1 | 2 | 3 | 4 | 5 | 6 | 7 | 8 | 9 | 10 | 11 | VE |
| Svájc (de Cruz)        | 0 | 0 | 0 | 1 | 0 | 2 | 0 | 1 | 0 | 1  | 0  | 5  |
| Nagy-Britannia (Smith) | 0 | 0 | 1 | 0 | 1 | 0 | 1 | 0 | 2 | 0  | 1  | 6  |

| Sheet C                | 1 | 2 | 3 | 4 | 5 | 6 | 7 | 8 | 9 | 10 | VE |
| Svájc (de Cruz)        | 0 | 0 | 1 | 0 | 0 | 0 | 1 | 0 | 2 | 0  | 4  |
| Olaszország (Retornaz) | 1 | 1 | 0 | 1 | 0 | 1 | 0 | 1 | 0 | 2  | 7  |

| Sheet D         | 1 | 2 | 3 | 4 | 5 | 6 | 7 | 8 | 9 | 10 | VE |
| Dánia (Stjerne) | 0 | 0 | 2 | 0 | 1 | 1 | 0 | 2 | 0 | 1  | 7  |
| Svájc (de Cruz) | 1 | 1 | 0 | 3 | 0 | 0 | 2 | 0 | 2 | 0  | 9  |

| Sheet A          | 1 | 2 | 3 | 4 | 5 | 6 | 7 | 8 | 9 | 10 | VE |
| Japán (Morozumi) | 0 | 2 | 0 | 1 | 0 | 0 | 0 | 2 | 0 | 0  | 5  |
| Svájc (de Cruz)  | 3 | 0 | 1 | 0 | 0 | 1 | 0 | 0 | 0 | 1  | 6  |

| Sheet B           | 1 | 2 | 3 | 4 | 5 | 6 | 7 | 8 | 9 | 10 | VE |
| Svájc (de Cruz)   | 1 | 0 | 0 | 1 | 0 | 0 | 2 | 0 | 2 | 1  | 7  |
| Norvégia (Ulsrud) | 0 | 1 | 1 | 0 | 0 | 2 | 0 | 1 | 0 | 0  | 5  |

| Sheet D         | 1 | 2 | 3 | 4 | 5 | 6 | 7 | 8 | 9 | 10 | VE |
| Svájc (de Cruz) | 4 | 0 | 1 | 0 | 2 | 0 | 0 | 0 | 1 | X  | 8  |
| Kanada (Koe)    | 0 | 2 | 0 | 1 | 0 | 2 | 1 | 0 | 0 | X  | 6  |

| Sheet B           | 1 | 2 | 3 | 4 | 5 | 6 | 7 | 8 | 9 | 10 | VE |
| Svédország (Edin) | 0 | 0 | 0 | 2 | 0 | 1 | 0 | X | X | X  | 3  |
| Svájc (de Cruz)   | 2 | 1 | 1 | 0 | 1 | 0 | 5 | X | X | X  | 10 |

| Sheet C         | 1 | 2 | 3 | 4 | 5 | 6 | 7 | 8 | 9 | 10 | VE |
| Dél-Korea (Kim) | 0 | 0 | 4 | 0 | 0 | 1 | 0 | 2 | 0 | 1  | 8  |
| Svájc (de Cruz) | 1 | 0 | 0 | 1 | 3 | 0 | 1 | 0 | 1 | 0  | 7  |

| Sheet A                    | 1 | 2 | 3 | 4 | 5 | 6 | 7 | 8 | 9 | 10 | VE |
| Svájc (de Cruz)            | 0 | 1 | 0 | 1 | 0 | 1 | 0 | 1 | 0 | X  | 4  |
| Egyesült Államok (Shuster) | 0 | 0 | 1 | 0 | 3 | 0 | 3 | 0 | 1 | X  | 8  |

Rájátszás
| Sheet D                | 1 | 2 | 3 | 4 | 5 | 6 | 7 | 8 | 9 | 10 | VE |
| Nagy-Britannia (Smith) | 2 | 0 | 0 | 2 | 0 | 0 | 0 | 1 | 0 | X  | 5  |
| Svájc (de Cruz)        | 0 | 1 | 0 | 0 | 2 | 1 | 0 | 0 | 5 | X  | 9  |

Elődöntő
| Sheet A           | 1 | 2 | 3 | 4 | 5 | 6 | 7 | 8 | 9 | 10 | VE |
| Svédország (Edin) | 2 | 0 | 0 | 4 | 0 | 2 | 1 | 0 | X | X  | 9  |
| Svájc (de Cruz)   | 0 | 1 | 0 | 0 | 1 | 0 | 0 | 1 | X | X  | 3  |

Bronzmérkőzés
| Sheet B         | 1 | 2 | 3 | 4 | 5 | 6 | 7 | 8 | 9 | 10 | VE |
| Kanada (Koe)    | 0 | 0 | 0 | 2 | 0 | 1 | 0 | 2 | 0 | X  | 5  |
| Svájc (de Cruz) | 0 | 1 | 1 | 0 | 2 | 0 | 2 | 0 | 1 | X  | 7  |

| Csapat | Helyezés |
| ------ | -------- |
| Svájc  |          |

### Női
- Silvana Tirinzoni
- Manuela Siegrist
- Esther Neuenschwander
- Marlene Albrecht
- Jenny Perret

Csoportkör
| Nemzet                     | Skip                 | Gy | V | P+ | P- | Gy end | V end | Üres endek | Saját rabolt endek | Lökés % |
| -------------------------- | -------------------- | -- | - | -- | -- | ------ | ----- | ---------- | ------------------ | ------- |
| Dél-Korea                  | Kim Eun-jung         | 8  | 1 | 75 | 44 | 41     | 34    | 5          | 15                 | 79%     |
| Svédország                 | Anna Hasselborg      | 7  | 2 | 64 | 48 | 42     | 34    | 14         | 13                 | 83%     |
| Nagy-Britannia             | Eve Muirhead         | 6  | 3 | 61 | 56 | 39     | 38    | 12         | 6                  | 79%     |
| Japán                      | Fudzsiszava Szacuki  | 5  | 4 | 59 | 55 | 38     | 36    | 10         | 13                 | 75%     |
| Kína                       | Wang Bingyu          | 4  | 5 | 57 | 65 | 35     | 38    | 12         | 5                  | 78%     |
| Kanada                     | Rachel Homan         | 4  | 5 | 68 | 59 | 40     | 36    | 10         | 12                 | 81%     |
| Svájc                      | Silvana Tirinzoni    | 4  | 5 | 60 | 55 | 34     | 37    | 12         | 7                  | 78%     |
| Egyesült Államok           | Nina Roth            | 4  | 5 | 56 | 65 | 38     | 39    | 7          | 6                  | 78%     |
| Olimpikonok Oroszországból | Viktorija Moiszejeva | 2  | 7 | 45 | 76 | 34     | 40    | 8          | 6                  | 76%     |
| Dánia                      | Madeleine Dupont     | 1  | 8 | 50 | 72 | 32     | 41    | 10         | 6                  | 73%     |

| Sheet D           | 1 | 2 | 3 | 4 | 5 | 6 | 7 | 8 | 9 | 10 | VE |
| Svájc (Tirinzoni) | 1 | 0 | 0 | 0 | 0 | 1 | 0 | 0 | X | X  | 2  |
| Kína (Wang)       | 0 | 2 | 1 | 1 | 0 | 0 | 0 | 3 | X | X  | 7  |

| Sheet C                 | 1 | 2 | 3 | 4 | 5 | 6 | 7 | 8 | 9 | 10 | VE |
| Egyesült Államok (Roth) | 0 | 0 | 1 | 0 | 0 | 2 | 0 | 1 | 0 | 1  | 5  |
| Svájc (Tirinzoni)       | 0 | 2 | 0 | 1 | 2 | 0 | 0 | 0 | 1 | 0  | 6  |

| Sheet B           | 1 | 2 | 3 | 4 | 5 | 6 | 7 | 8 | 9 | 10 | VE |
| Dél-Korea (Kim)   | 1 | 0 | 1 | 1 | 1 | 0 | 1 | 0 | 2 | 0  | 7  |
| Svájc (Tirinzoni) | 0 | 2 | 0 | 0 | 0 | 1 | 0 | 1 | 0 | 1  | 5  |

| Sheet A                 | 1 | 2 | 3 | 4 | 5 | 6 | 7 | 8 | 9 | 10 | VE |
| Svájc (Tirinzoni)       | 0 | 2 | 2 | 0 | 0 | 0 | 0 | 0 | 1 | 2  | 7  |
| Svédország (Hasselborg) | 1 | 0 | 0 | 1 | 0 | 1 | 3 | 2 | 0 | 0  | 8  |

| Sheet C           | 1 | 2 | 3 | 4 | 5 | 6 | 7 | 8 | 9 | 10 | VE |
| Kanada (Homan)    | 0 | 0 | 2 | 0 | 2 | 0 | 2 | 0 | 3 | 1  | 10 |
| Svájc (Tirinzoni) | 1 | 0 | 0 | 3 | 0 | 3 | 0 | 1 | 0 | 0  | 8  |

| Sheet D                                 | 1 | 2 | 3 | 4 | 5 | 6 | 7 | 8 | 9 | 10 | VE |
| Olimpikonok Oroszországból (Moiszejeva) | 0 | 1 | 0 | 0 | 0 | 1 | 0 | X | X | X  | 2  |
| Svájc (Tirinzoni)                       | 0 | 0 | 3 | 2 | 2 | 0 | 4 | X | X | X  | 11 |

| Sheet A                   | 1 | 2 | 3 | 4 | 5 | 6 | 7 | 8 | 9 | 10 | VE |
| Nagy-Britannia (Muirhead) | 2 | 0 | 0 | 1 | 0 | 2 | 0 | 1 | 0 | 2  | 8  |
| Svájc (Tirinzoni)         | 0 | 0 | 2 | 0 | 1 | 0 | 2 | 0 | 2 | 0  | 7  |

| Sheet C           | 1 | 2 | 3 | 4 | 5 | 6 | 7 | 8 | 9 | 10 | VE |
| Svájc (Tirinzoni) | 1 | 0 | 0 | 0 | 3 | 0 | 1 | 0 | 1 | X  | 6  |
| Dánia (Dupont)    | 0 | 0 | 0 | 2 | 0 | 1 | 0 | 1 | 0 | X  | 4  |

| Sheet B             | 1 | 2 | 3 | 4 | 5 | 6 | 7 | 8 | 9 | 10 | VE |
| Svájc (Tirinzoni)   | 0 | 2 | 0 | 4 | 0 | 0 | 0 | 1 | 1 | X  | 8  |
| Japán (Fudzsiszava) | 0 | 0 | 1 | 0 | 2 | 0 | 1 | 0 | 0 | X  | 4  |

| Csapat | Helyezés |
| ------ | -------- |
| Svájc  | 7.       |

### Vegyes páros
- Jenny Perret
- Martin Rios

Csoportkör
| Nemzet                     | Név                                                | Gy | V | P+ | P- | Gy end | V end | Üres endek | Saját rabolt endek | Lökés % |
| -------------------------- | -------------------------------------------------- | -- | - | -- | -- | ------ | ----- | ---------- | ------------------ | ------- |
| Kanada                     | Kaitlyn Lawes / John Morris                        | 6  | 1 | 52 | 26 | 29     | 20    | 0          | 9                  | 80%     |
| Svájc                      | Jenny Perret / Martin Rios                         | 5  | 2 | 45 | 33 | 29     | 26    | 0          | 10                 | 72%     |
| Olimpikonok Oroszországból | Anasztaszija Brizgalova / Alekszandr Kruselnyickij | 4  | 3 | 36 | 44 | 26     | 27    | 1          | 7                  | 67%     |
| Norvégia                   | Kristin Skaslien / Magnus Nedregotten              | 4  | 3 | 39 | 43 | 26     | 25    | 1          | 8                  | 74%     |
| Kína                       | Wang Rui / Ba Dexin                                | 4  | 3 | 47 | 42 | 27     | 27    | 1          | 6                  | 72%     |
| Dél-Korea                  | Jang Hye-ji / Lee Ki-jeong                         | 2  | 5 | 42 | 47 | 26     | 26    | 1          | 7                  | 70%     |
| Egyesült Államok           | Rebecca Hamilton / Matt Hamilton                   | 2  | 5 | 37 | 43 | 26     | 25    | 0          | 9                  | 74%     |
| Finnország                 | Oona Kauste / Tomi Rantamäki                       | 1  | 6 | 35 | 53 | 23     | 29    | 0          | 6                  | 66%     |

1. 1 2  Norvégia és Kína rájátszáson mérkőzött az elődöntőbe jutásért

| Sheet D            | Sheet D               | 1 | 2 | 3 | 4 | 5 | 6 | 7 | 8 | 9 | VE |
| 1. end utolsó köve | Kína (Wang / Ba)      | 1 | 0 | 0 | 2 | 0 | 1 | 0 | 1 | 0 | 5  |
|                    | Svájc (Perret / Rios) | 0 | 1 | 1 | 0 | 1 | 0 | 2 | 0 | 2 | 7  |

| Sheet A            | Sheet A                         | 1 | 2 | 3 | 4 | 5 | 6 | 7 | 8 | VE |
| 1. end utolsó köve | Finnország (Kauste / Rantamäki) | 0 | 0 | 2 | 0 | 0 | 2 | 2 | 0 | 6  |
|                    | Svájc (Perret / Rios)           | 2 | 1 | 0 | 2 | 1 | 0 | 0 | 1 | 7  |

| Sheet B            | Sheet B                                      | 1 | 2 | 3 | 4 | 5 | 6 | 7 | 8 | VE |
| 1. end utolsó köve | Egyesült Államok (R. Hamilton / M. Hamilton) | 1 | 1 | 0 | 1 | 0 | 0 | 1 | 0 | 4  |
|                    | Svájc (Perret / Rios)                        | 0 | 0 | 1 | 0 | 1 | 1 | 0 | 6 | 9  |

| Sheet D            | Sheet D                           | 1 | 2 | 3 | 4 | 5 | 6 | 7 | 8 | VE |
|                    | Svájc (Perret / Rios)             | 1 | 0 | 0 | 2 | 1 | 0 | 1 | 0 | 5  |
| 1. end utolsó köve | Norvégia (Skaslien / Nedregotten) | 0 | 3 | 1 | 0 | 0 | 1 | 0 | 1 | 6  |

| Sheet C            | Sheet C                 | 1 | 2 | 3 | 4 | 5 | 6 | 7 | 8 | VE |
| 1. end utolsó köve | Kanada (Lawes / Morris) | 0 | 4 | 0 | 1 | 1 | 1 | X | X | 7  |
|                    | Svájc (Perret / Rios)   | 1 | 0 | 1 | 0 | 0 | 0 | X | X | 2  |

| Sheet B            | Sheet B                | 1 | 2 | 3 | 4 | 5 | 6 | 7 | 8 | VE |
| 1. end utolsó köve | Svájc (Perret / Rios)  | 2 | 1 | 0 | 1 | 1 | 0 | 1 | 0 | 6  |
|                    | Dél-Korea (Jang / Lee) | 0 | 0 | 1 | 0 | 0 | 1 | 0 | 2 | 4  |

| Sheet C            | Sheet C                                                 | 1 | 2 | 3 | 4 | 5 | 6 | 7 | 8 | VE |
| 1. end utolsó köve | Svájc (Perret / Rios)                                   | 0 | 2 | 0 | 0 | 2 | 2 | 0 | 3 | 9  |
|                    | Olimpikonok Oroszországból (Brizgalova / Kruselnyickij) | 2 | 0 | 4 | 1 | 0 | 0 | 1 | 0 | 8  |

Elődöntő
| Sheet C            | Sheet C                                                 | 1 | 2 | 3 | 4 | 5 | 6 | 7 | 8 | VE |
| 1. end utolsó köve | Olimpikonok Oroszországból (Brizgalova / Kruselnyickij) | 0 | 2 | 0 | 0 | 2 | 1 | 0 | 0 | 5  |
|                    | Svájc (Perret / Rios)                                   | 2 | 0 | 1 | 1 | 0 | 0 | 2 | 1 | 7  |

Döntő
| Sheet B            | Sheet B                 | 1 | 2 | 3 | 4 | 5 | 6 | 7 | 8 | VE |
| 1. end utolsó köve | Kanada (Lawes / Morris) | 2 | 0 | 4 | 0 | 2 | 2 | X | X | 10 |
|                    | Svájc (Perret / Rios)   | 0 | 2 | 0 | 1 | 0 | 0 | X | X | 3  |

| Csapat | Helyezés |
| ------ | -------- |
| Svájc  |          |

## Északi összetett
| Versenyző | Versenyszám        | Síugrás | Síugrás | Síugrás | Síugrás    | Sífutás | Összesítés | Összesítés |
| Versenyző | Versenyszám        | Táv     | Pont    | Hely.   | Időhátrány | Idő     | Idő        | Helyezés   |
| --------- | ------------------ | ------- | ------- | ------- | ---------- | ------- | ---------- | ---------- |
| Tim Hug   | Normálsánc + 10 km | 97,0    | 90,9    | 26.     | +2:39      | 24:59,4 | 27:38,4    | 27.        |
| Tim Hug   | Nagysánc + 10 km   | 117,5   | 104,6   | 27.     | +2:17      | 24:23,5 | 26:40,5    | 24.        |

## Gyorskorcsolya
Férfi
| Versenyző    | Versenyszám | Eredmény | Helyezés |
| ------------ | ----------- | -------- | -------- |
| Livio Wenger | 1500 m      | 1:47,76  | 25.      |
| Livio Wenger | 5000 m      | 6:24,16  | 17.      |

Tömegrajtos
| Versenyző    | Versenyszám | Elődöntő | Elődöntő | Elődöntő | Döntő   | Döntő   | Döntő    |
| Versenyző    | Versenyszám | Pont     | Idő      | Hely.    | Pont    | Idő     | Helyezés |
| ------------ | ----------- | -------- | -------- | -------- | ------- | ------- | -------- |
| Livio Wenger | Férfi       | 5        | 8:17,17  | 7.       | 11      | 8:13,08 | 4.       |
| Ramona Härdi | Női         | 0        | 2:49,59  | 12.      | kiesett | kiesett | kiesett  |

## Jégkorong

### Férfi
- Szövetségi kapitány:  Patrick Fischer
- Segédedzők:  Christian Wohlwend,  Tommy Albelin

| Svájci nemzeti férfi jégkorongcsapat-játékoskeret | Svájci nemzeti férfi jégkorongcsapat-játékoskeret | Svájci nemzeti férfi jégkorongcsapat-játékoskeret | Svájci nemzeti férfi jégkorongcsapat-játékoskeret | Svájci nemzeti férfi jégkorongcsapat-játékoskeret | Svájci nemzeti férfi jégkorongcsapat-játékoskeret | Svájci nemzeti férfi jégkorongcsapat-játékoskeret | Svájci nemzeti férfi jégkorongcsapat-játékoskeret |
| #                                                 | Poszt                                             | Név                                               | Magasság                                          | Súly                                              | Születési idő                                     | Születési hely                                    | Klub 2017–18-ban                                  |
| ------------------------------------------------- | ------------------------------------------------- | ------------------------------------------------- | ------------------------------------------------- | ------------------------------------------------- | ------------------------------------------------- | ------------------------------------------------- | ------------------------------------------------- |
| 1                                                 | G                                                 | Jonas Hiller                                      | 1,87 m (6 ft 2 in)                                | 87 kg (192 lb)                                    | 1982. február 12.                                 | Felben-Wellhausen                                 | EHC Biel (NL)                                     |
| 4                                                 | D                                                 | Patrick Geering                                   | 1,78 m (5 ft 10 in)                               | 87 kg (192 lb)                                    | 1990. február 12.                                 | Zürich                                            | ZSC Lions (NL)                                    |
| 8                                                 | F                                                 | Vincent Praplan                                   | 1,81 m (5 ft 11 in)                               | 84 kg (185 lb)                                    | 1994. június 10.                                  | Sierre                                            | EHC Kloten (NL)                                   |
| 9                                                 | F                                                 | Thomas Rüfenacht                                  | 1,80 m (5 ft 11 in)                               | 85 kg (187 lb)                                    | 1985. február 22.                                 | Meggen                                            | SC Bern (NL)                                      |
| 10                                                | F                                                 | Andres Ambühl – A                                 | 1,76 m (5 ft 9 in)                                | 85 kg (187 lb)                                    | 1983. szeptember 14.                              | Davos                                             | HC Davos (NL)                                     |
| 13                                                | D                                                 | Félicien Du Bois                                  | 1,87 m (6 ft 2 in)                                | 85 kg (187 lb)                                    | 1983. október 18.                                 | Neuchâtel                                         | HC Davos (NL)                                     |
| 15                                                | F                                                 | Grégory Hofmann                                   | 1,84 m (6 ft 0 in)                                | 90 kg (200 lb)                                    | 1992. november 13.                                | Biel                                              | HC Lugano (NL)                                    |
| 16                                                | D                                                 | Raphael Diaz                                      | 1,81 m (5 ft 11 in)                               | 88 kg (194 lb)                                    | 1986. január 9.                                   | Baar                                              | EV Zug (NL)                                       |
| 19                                                | F                                                 | Reto Schäppi                                      | 1,94 m (6 ft 4 in)                                | 98 kg (216 lb)                                    | 1991. január 27.                                  | Horgen                                            | ZSC Lions (NL)                                    |
| 23                                                | F                                                 | Simon Bodenmann                                   | 1,78 m (5 ft 10 in)                               | 83 kg (183 lb)                                    | 1988. március 2.                                  | Urnäsch                                           | SC Bern (NL)                                      |
| 27                                                | D                                                 | Dominik Schlumpf                                  | 1,82 m (6 ft 0 in)                                | 79 kg (174 lb)                                    | 1991. március 3.                                  | Mönchaltorf                                       | EV Zug (NL)                                       |
| 44                                                | F                                                 | Pius Suter                                        | 1,80 m (5 ft 11 in)                               | 80 kg (180 lb)                                    | 1996. május 24.                                   | Zürich                                            | ZSC Lions (NL)                                    |
| 52                                                | G                                                 | Tobias Stephan                                    | 1,91 m (6 ft 3 in)                                | 87 kg (192 lb)                                    | 1984. január 21.                                  | Zürich                                            | EV Zug (NL)                                       |
| 54                                                | D                                                 | Philippe Furrer – C                               | 1,86 m (6 ft 1 in)                                | 92 kg (203 lb)                                    | 1985. június 16.                                  | Bern                                              | HC Lugano (NL)                                    |
| 55                                                | D                                                 | Romain Loeffel                                    | 1,78 m (5 ft 10 in)                               | 84 kg (185 lb)                                    | 1991. március 10.                                 | La Chaux-de-Fonds                                 | Genève-Servette HC (NL)                           |
| 58                                                | D                                                 | Eric Blum                                         | 1,78 m (5 ft 10 in)                               | 82 kg (181 lb)                                    | 1986. június 13.                                  | Pfaffnau                                          | SC Bern (NL)                                      |
| 60                                                | F                                                 | Tristan Scherwey                                  | 1,76 m (5 ft 9 in)                                | 85 kg (187 lb)                                    | 1991. május 7.                                    | Wünnewil-Flamatt                                  | SC Bern (NL)                                      |
| 61                                                | F                                                 | Fabrice Herzog                                    | 1,89 m (6 ft 2 in)                                | 87 kg (192 lb)                                    | 1994. december 9.                                 | Frauenfeld                                        | ZSC Lions (NL)                                    |
| 63                                                | G                                                 | Leonardo Genoni                                   | 1,80 m (5 ft 11 in)                               | 80 kg (180 lb)                                    | 1987. augusztus 28.                               | Semione                                           | SC Bern (NL)                                      |
| 65                                                | D                                                 | Ramon Untersander                                 | 1,84 m (6 ft 0 in)                                | 86 kg (190 lb)                                    | 1991. január 21.                                  | Alt St. Johann                                    | SC Bern (NL)                                      |
| 70                                                | F                                                 | Denis Hollenstein                                 | 1,83 m (6 ft 0 in)                                | 88 kg (194 lb)                                    | 1989. október 15.                                 | Zürich                                            | EHC Kloten (NL)                                   |
| 71                                                | F                                                 | Enzo Corvi                                        | 1,83 m (6 ft 0 in)                                | 86 kg (190 lb)                                    | 1992. december 23.                                | Chur                                              | HC Davos (NL)                                     |
| 82                                                | F                                                 | Simon Moser – A                                   | 1,87 m (6 ft 2 in)                                | 95 kg (209 lb)                                    | 1989. március 10.                                 | Bern                                              | SC Bern (NL)                                      |
| 89                                                | F                                                 | Cody Almond                                       | 1,88 m (6 ft 2 in)                                | 99 kg (218 lb)                                    | 1989. július 24.                                  | Calgary, Kanada                                   | Genève-Servette HC (NL)                           |
| 92                                                | F                                                 | Gaëtan Haas                                       | 1,82 m (6 ft 0 in)                                | 83 kg (183 lb)                                    | 1992. január 31.                                  | Bonfol                                            | SC Bern (NL)                                      |

Csoportkör
A csoport
| Hely. | Csapat     | M | Gy | HGy | HV | V | G+ | G– | Gk  | P | Továbbjutás                       |
| ----- | ---------- | - | -- | --- | -- | - | -- | -- | --- | - | --------------------------------- |
| 1.    | Csehország | 3 | 2  | 1   | 0  | 0 | 9  | 4  | +5  | 8 | Továbbjutott a negyeddöntőbe      |
| 2.    | Kanada     | 3 | 2  | 0   | 1  | 0 | 11 | 4  | +7  | 7 | Továbbjutott a negyeddöntőbe      |
| 3.    | Svájc      | 3 | 1  | 0   | 0  | 2 | 10 | 9  | +1  | 3 | A negyeddöntőbe jutásért játszott |
| 4.    | Dél-Korea  | 3 | 0  | 0   | 0  | 3 | 1  | 14 | −13 | 0 | A negyeddöntőbe jutásért játszott |

| 2018. február 15. 21:10 (13:10) | Svájc (SUI) | 1–5 (0–2, 0–2, 1–1) | Kanada (CAN) | Kwandong Hockey Center, Phjongcshang Nézőszám: 2802 |

| Jegyzőkönyv | Jegyzőkönyv                  | Jegyzőkönyv                          | Jegyzőkönyv  | Jegyzőkönyv                                                                                 |
| --- | ---------------------------- | ------------------------------------ | ------------ | ------------------------------------------------------------------------------------------- |
| | Leonardo Genoni Jonas Hiller | Kapusok                              | Ben Scrivens | Játékvezetők: Antonín Jeřábek Konstantin Olenin Vonalbírók: Jimmy Dahmen Alexander Otmakhov |
| \| \| 0–1 \| 02:57 – Bourque (Lee, Roy) \| \| \| 0–2 \| 07:30 – Noreau (Lee, Roy) (PP) \| \| \| 0–3 \| 25:00 – Bourque (Roy) (PP) \| \| \| 0–4 \| 25:52 – Wolski (Noreau) \| \| Moser (Rüfenacht, Ambühl) (PP, EA) – 47:33 \| 1–4 \| \| \| \| 1–5 \| 54:53 – Wolski (Kelly, Ebbett) (ENG) \| |                              |                                      |              | Játékvezetők: Antonín Jeřábek Konstantin Olenin Vonalbírók: Jimmy Dahmen Alexander Otmakhov |
| 6 perc | Büntetések                   | 6 perc                               |              | Játékvezetők: Antonín Jeřábek Konstantin Olenin Vonalbírók: Jimmy Dahmen Alexander Otmakhov |
| 29 | Lövések                      | 28                                   |              | Játékvezetők: Antonín Jeřábek Konstantin Olenin Vonalbírók: Jimmy Dahmen Alexander Otmakhov |
| | 0–1                          | 02:57 – Bourque (Lee, Roy)           |              | Játékvezetők: Antonín Jeřábek Konstantin Olenin Vonalbírók: Jimmy Dahmen Alexander Otmakhov |
| | 0–2                          | 07:30 – Noreau (Lee, Roy) (PP)       |              | Játékvezetők: Antonín Jeřábek Konstantin Olenin Vonalbírók: Jimmy Dahmen Alexander Otmakhov |
| | 0–3                          | 25:00 – Bourque (Roy) (PP)           |              | Játékvezetők: Antonín Jeřábek Konstantin Olenin Vonalbírók: Jimmy Dahmen Alexander Otmakhov |
| | 0–4                          | 25:52 – Wolski (Noreau)              |              |                                                                                             |
| Moser (Rüfenacht, Ambühl) (PP, EA) – 47:33 | 1–4                          |                                      |              |                                                                                             |
| | 1–5                          | 54:53 – Wolski (Kelly, Ebbett) (ENG) |              |                                                                                             |

| 2018. február 17. 16:40 (8:40) | Dél-Korea (KOR) | 0–8 (0–1, 0–2, 0–5) | Svájc (SUI) | Gangneung Hockey Center, Phjongcshang Nézőszám: 6568 |

| Jegyzőkönyv | Jegyzőkönyv              | Jegyzőkönyv                             | Jegyzőkönyv  | Jegyzőkönyv                                                                          |
| --- | ------------------------ | --------------------------------------- | ------------ | ------------------------------------------------------------------------------------ |
| | Matt Dalton Park Sung-je | Kapusok                                 | Jonas Hiller | Játékvezetők: Jan Hribik Aleksi Rantala Vonalbírók: Miroslav Lhotský Fraser McIntyre |
| \| \| 0–1 \| 10:23 – Hollenstein (Haas, Loeffel) \| \| \| 0–2 \| 27:36 – Du Bois \| \| \| 0–3 \| 35:55 – Suter (Herzog) \| \| \| 0–4 \| 43:50 – Rüfenacht (Untersander, Almond) \| \| \| 0–5 \| 45:17 – Suter (Ambühl, Moser) \| \| \| 0–6 \| 46:45 – Schäppi (Almond, Geering) \| \| \| 0–7 \| 51:24 – Suter (Geering, Ambühl) \| \| \| 0–8 \| 55:10 – Corvi (Hofmann, Du Bois) \| |                          |                                         |              | Játékvezetők: Jan Hribik Aleksi Rantala Vonalbírók: Miroslav Lhotský Fraser McIntyre |
| 8 perc | Büntetések               | 10 perc                                 |              | Játékvezetők: Jan Hribik Aleksi Rantala Vonalbírók: Miroslav Lhotský Fraser McIntyre |
| 25 | Lövések                  | 34                                      |              | Játékvezetők: Jan Hribik Aleksi Rantala Vonalbírók: Miroslav Lhotský Fraser McIntyre |
| | 0–1                      | 10:23 – Hollenstein (Haas, Loeffel)     |              | Játékvezetők: Jan Hribik Aleksi Rantala Vonalbírók: Miroslav Lhotský Fraser McIntyre |
| | 0–2                      | 27:36 – Du Bois                         |              | Játékvezetők: Jan Hribik Aleksi Rantala Vonalbírók: Miroslav Lhotský Fraser McIntyre |
| | 0–3                      | 35:55 – Suter (Herzog)                  |              | Játékvezetők: Jan Hribik Aleksi Rantala Vonalbírók: Miroslav Lhotský Fraser McIntyre |
| | 0–4                      | 43:50 – Rüfenacht (Untersander, Almond) |              |                                                                                      |
| | 0–5                      | 45:17 – Suter (Ambühl, Moser)           |              |                                                                                      |
| | 0–6                      | 46:45 – Schäppi (Almond, Geering)       |              |                                                                                      |
| | 0–7                      | 51:24 – Suter (Geering, Ambühl)         |              |                                                                                      |
| | 0–8                      | 55:10 – Corvi (Hofmann, Du Bois)        |              |                                                                                      |

| 2018. február 18. 16:40 (8:40) | Csehország (CZE) | 4–1 (1–1, 0–0, 3–0) | Svájc (SUI) | Gangneung Hockey Center, Phjongcshang Nézőszám: 6137 |

| Jegyzőkönyv | Jegyzőkönyv    | Jegyzőkönyv                       | Jegyzőkönyv  | Jegyzőkönyv                                                                              |
| --- | -------------- | --------------------------------- | ------------ | ---------------------------------------------------------------------------------------- |
| | Pavel Francouz | Kapusok                           | Jonas Hiller | Játékvezetők: Brett Iverson Konstantin Olenin Vonalbírók: Judson Ritter Nathan Vanoosten |
| \| Řepík (Erat, Horák) (PP) – 07:09 \| 1–0 \| \| \| \| 1–1 \| 14:47 – Rüfenacht (Ambühl, Suter) \| \| Kubalík (Kovář, Kolář) – 43:02 \| 2–1 \| \| \| Červenka (Kolář) (ENG) – 58:40 \| 3–1 \| \| \| Řepík (Birner, Nakládal) (ENG) – 59:11 \| 4–1 \| \| |                |                                   |              | Játékvezetők: Brett Iverson Konstantin Olenin Vonalbírók: Judson Ritter Nathan Vanoosten |
| 10 perc | Büntetések     | 2 perc                            |              | Játékvezetők: Brett Iverson Konstantin Olenin Vonalbírók: Judson Ritter Nathan Vanoosten |
| 28 | Lövések        | 29                                |              | Játékvezetők: Brett Iverson Konstantin Olenin Vonalbírók: Judson Ritter Nathan Vanoosten |
| Řepík (Erat, Horák) (PP) – 07:09 | 1–0            |                                   |              | Játékvezetők: Brett Iverson Konstantin Olenin Vonalbírók: Judson Ritter Nathan Vanoosten |
| | 1–1            | 14:47 – Rüfenacht (Ambühl, Suter) |              | Játékvezetők: Brett Iverson Konstantin Olenin Vonalbírók: Judson Ritter Nathan Vanoosten |
| Kubalík (Kovář, Kolář) – 43:02 | 2–1            |                                   |              | Játékvezetők: Brett Iverson Konstantin Olenin Vonalbírók: Judson Ritter Nathan Vanoosten |
| Červenka (Kolář) (ENG) – 58:40 | 3–1            |                                   |              |                                                                                          |
| Řepík (Birner, Nakládal) (ENG) – 59:11 | 4–1            |                                   |              |                                                                                          |

Rájátszás a negyeddöntőért
| 2018. február 20. 21:10 (13:10) | Svájc (SUI) | 1–2 (h.u.) (0–1, 1–0, 0–0) (h.u.: 0–1) | Németország (GER) | Kwandong Hockey Center, Phjongcshang Nézőszám: 2878 |

| Jegyzőkönyv | Jegyzőkönyv  | Jegyzőkönyv                           | Jegyzőkönyv          | Jegyzőkönyv                                                                      |
| --- | ------------ | ------------------------------------- | -------------------- | -------------------------------------------------------------------------------- |
| | Jonas Hiller | Kapusok                               | Danny aus den Birken | Játékvezetők: Jan Hribik Linus Öhlund Vonalbírók: Fraser McIntyre Hannu Sormunen |
| \| \| 0–1 \| 01:19 – Pföderl (Hördler, Hager) (PP) \| \| Moser (Ambühl, Suter) – 23:40 \| 1–1 \| \| \| \| 1–2 \| 60:26 – Seidenberg (Kahun, Mauer) \| |              |                                       |                      | Játékvezetők: Jan Hribik Linus Öhlund Vonalbírók: Fraser McIntyre Hannu Sormunen |
| 29 perc | Büntetések   | 12 perc                               |                      | Játékvezetők: Jan Hribik Linus Öhlund Vonalbírók: Fraser McIntyre Hannu Sormunen |
| 21 | Lövések      | 25                                    |                      | Játékvezetők: Jan Hribik Linus Öhlund Vonalbírók: Fraser McIntyre Hannu Sormunen |
| | 0–1          | 01:19 – Pföderl (Hördler, Hager) (PP) |                      | Játékvezetők: Jan Hribik Linus Öhlund Vonalbírók: Fraser McIntyre Hannu Sormunen |
| Moser (Ambühl, Suter) – 23:40 | 1–1          |                                       |                      | Játékvezetők: Jan Hribik Linus Öhlund Vonalbírók: Fraser McIntyre Hannu Sormunen |
| | 1–2          | 60:26 – Seidenberg (Kahun, Mauer)     |                      | Játékvezetők: Jan Hribik Linus Öhlund Vonalbírók: Fraser McIntyre Hannu Sormunen |

| Csapat      | Helyezés |
| ----------- | -------- |
| Svájc (SUI) | 10.      |

### Női
- Szövetségi kapitány:  Daniela Diaz
- Segédedzők :  Angela Frautschi,  Steve Huard

| Svájci nemzeti női jégkorongcsapat-játékoskeret | Svájci nemzeti női jégkorongcsapat-játékoskeret | Svájci nemzeti női jégkorongcsapat-játékoskeret | Svájci nemzeti női jégkorongcsapat-játékoskeret | Svájci nemzeti női jégkorongcsapat-játékoskeret | Svájci nemzeti női jégkorongcsapat-játékoskeret | Svájci nemzeti női jégkorongcsapat-játékoskeret | Svájci nemzeti női jégkorongcsapat-játékoskeret |
| #                                               | Poszt                                           | Név                                             | Magasság                                        | Súly                                            | Születési idő                                   | Születési hely                                  | Klub 2017–18-ban                                |
| ----------------------------------------------- | ----------------------------------------------- | ----------------------------------------------- | ----------------------------------------------- | ----------------------------------------------- | ----------------------------------------------- | ----------------------------------------------- | ----------------------------------------------- |
| 1                                               | G                                               | Janine Alder                                    | 1,65 m (5 ft 5 in)                              | 55 kg (121 lb)                                  | 1995. július 5.                                 | Urnäsch                                         | St. Cloud State Huskies (WCHA)                  |
| 3                                               | F                                               | Sarah Forster                                   | 1,69 m (5 ft 7 in)                              | 64 kg (141 lb)                                  | 1993. május 19.                                 | Berneck                                         | EV Bomo Thun (SWHL A)                           |
| 7                                               | F                                               | Lara Stalder – A                                | 1,67 m (5 ft 6 in)                              | 65 kg (143 lb)                                  | 1994. május 15.                                 | Luzern                                          | Linköpings HC (SWHL)                            |
| 8                                               | D                                               | Nicole Gass                                     | 1,72 m (5 ft 8 in)                              | 70 kg (150 lb)                                  | 1993. augusztus 18.                             | Zürich                                          | ZSC Lions (SWHL A)                              |
| 9                                               | D                                               | Shannon Sigrist                                 | 1,69 m (5 ft 7 in)                              | 64 kg (141 lb)                                  | 1999. április 20.                               | Hombrechtikon                                   | ZSC Lions (SWHL A)                              |
| 11                                              | D                                               | Sabrina Zollinger                               | 1,65 m (5 ft 5 in)                              | 63 kg (139 lb)                                  | 1993. március 27.                               | Zürich                                          | HV71 (SWHL)                                     |
| 12                                              | F                                               | Lisa Rüedi                                      | 1,67 m (5 ft 6 in)                              | 66 kg (146 lb)                                  | 2000. november 3.                               | Thusis                                          | GCK Lions (SWHL B)                              |
| 13                                              | F                                               | Sara Benz                                       | 1,65 m (5 ft 5 in)                              | 58 kg (128 lb)                                  | 1992. augusztus 25.                             | Zürich                                          | ZSC Lions (SWHL A)                              |
| 14                                              | F                                               | Evelina Raselli – A                             | 1,69 m (5 ft 7 in)                              | 63 kg (139 lb)                                  | 1992. május 3.                                  | Poschiavo                                       | HC Lugano (SWHL A)                              |
| 15                                              | F                                               | Monika Waidacher                                | 1,73 m (5 ft 8 in)                              | 68 kg (150 lb)                                  | 1990. július 9.                                 | Zürich                                          | ZSC Lions (SWHL A)                              |
| 16                                              | F                                               | Nina Waidacher                                  | 1,69 m (5 ft 7 in)                              | 61 kg (134 lb)                                  | 1995. augusztus 23.                             | Arosa                                           | ZSC Lions (SWHL A)                              |
| 18                                              | F                                               | Tess Allemann                                   | 1,68 m (5 ft 6 in)                              | 63 kg (139 lb)                                  | 1998. április 7.                                | Farnern                                         | EV Bomo Thun (SWHL A)                           |
| 19                                              | D                                               | Christine Meier                                 | 1,69 m (5 ft 7 in)                              | 69 kg (152 lb)                                  | 1986. február 12.                               | Zürich                                          | ZSC Lions (SWHL A)                              |
| 21                                              | D                                               | Laura Benz                                      | 1,72 m (5 ft 8 in)                              | 63 kg (139 lb)                                  | 1992. augusztus 25.                             | Zürich                                          | ZSC Lions (SWHL A)                              |
| 22                                              | D                                               | Livia Altmann – C                               | 1,65 m (5 ft 5 in)                              | 65 kg (143 lb)                                  | 1994. december 13.                              | Chur                                            | Colgate Raiders (ECAC)                          |
| 23                                              | D                                               | Nicole Bullo                                    | 1,60 m (5 ft 3 in)                              | 54 kg (119 lb)                                  | 1987. július 18.                                | Bellinzona                                      | HC Lugano (SWHL A)                              |
| 24                                              | F                                               | Isabel Waidacher                                | 1,62 m (5 ft 4 in)                              | 56 kg (123 lb)                                  | 1994. július 25.                                | Arosa                                           | ZSC Lions (SWHL A)                              |
| 25                                              | F                                               | Alina Müller                                    | 1,67 m (5 ft 6 in)                              | 62 kg (137 lb)                                  | 1998. március 12.                               | Lengnau                                         | ZSC Lions (NL)                                  |
| 26                                              | F                                               | Dominique Rüegg                                 | 1,72 m (5 ft 8 in)                              | 70 kg (150 lb)                                  | 1996. február 5.                                | St. Gallenkappel                                | ZSC Lions (SWHL A)                              |
| 27                                              | D                                               | Stefanie Wetli                                  | 1,73 m (5 ft 8 in)                              | 57 kg (126 lb)                                  | 2000. február 4.                                | Winterthur                                      | EHC Winterthur                                  |
| 31                                              | G                                               | Andrea Brändli                                  | 1,69 m (5 ft 7 in)                              | 70 kg (150 lb)                                  | 1997. június 5.                                 | Wald                                            | EHC Schaffhausen (SWHL C)                       |
| 41                                              | G                                               | Florence Schelling                              | 1,75 m (5 ft 9 in)                              | 65 kg (143 lb)                                  | 1989. március 9.                                | Zürich                                          | Linköpings HC (SWHL)                            |
| 88                                              | F                                               | Phoebe Stänz                                    | 1,63 m (5 ft 4 in)                              | 62 kg (137 lb)                                  | 1994. január 7.                                 | Zetzwil                                         | SDE Hockey (SWHL)                               |

Csoportkör
B csoport
| Hely. | Csapat     | M | Gy | HGy | HV | V | G+ | G– | Gk  | P | Továbbjutás                  |
| ----- | ---------- | - | -- | --- | -- | - | -- | -- | --- | - | ---------------------------- |
| 1.    | Svájc      | 3 | 3  | 0   | 0  | 0 | 13 | 2  | +11 | 9 | Továbbjutott a negyeddöntőbe |
| 2.    | Svédország | 3 | 2  | 0   | 0  | 1 | 11 | 3  | +8  | 6 | Továbbjutott a negyeddöntőbe |
| 3.    | Japán      | 3 | 1  | 0   | 0  | 2 | 6  | 6  | 0   | 3 | Az 5–8. helyért játszhatott  |
| 4.    | Korea      | 3 | 0  | 0   | 0  | 3 | 1  | 20 | −19 | 0 | Az 5–8. helyért játszhatott  |

| 2018. február 10. 21:10 (13:10) | Svájc (SUI) | 8–0 (3–0, 3–0, 2–0) | Korea (COR) | Kwandong Hockey Center, Phjongcshang Nézőszám: 3606 |

| Jegyzőkönyv | Jegyzőkönyv        | Jegyzőkönyv | Jegyzőkönyv  | Jegyzőkönyv                                                                               |
| --- | ------------------ | ----------- | ------------ | ----------------------------------------------------------------------------------------- |
| | Florence Schelling | Kapusok     | Shin So-jung | Játékvezetők: Dina Allen Gabrielle Ariano-Lortie Vonalbírók: Jessica Leclerc Justine Todd |
| \| Müller (S. Benz) (SH) – 10:23 \| 1–0 \| \| \| Müller (S. Benz, Stalder) – 11:24 \| 2–0 \| \| \| Müller (S. Benz, Meier) – 19:49 \| 3–0 \| \| \| Müller – 21:26 \| 4–0 \| \| \| Stänz (Raselli) – 22:21 \| 5–0 \| \| \| Stänz (Raselli) – 37:19 \| 6–0 \| \| \| Stalder (Meier, Müller) (PP) – 49:42 \| 7–0 \| \| \| Stalder (Müller) – 51:48 \| 8–0 \| \| |                    |             |              | Játékvezetők: Dina Allen Gabrielle Ariano-Lortie Vonalbírók: Jessica Leclerc Justine Todd |
| 12 perc | Büntetések         | 6 perc      |              | Játékvezetők: Dina Allen Gabrielle Ariano-Lortie Vonalbírók: Jessica Leclerc Justine Todd |
| 52 | Lövések            | 8           |              | Játékvezetők: Dina Allen Gabrielle Ariano-Lortie Vonalbírók: Jessica Leclerc Justine Todd |
| Müller (S. Benz) (SH) – 10:23 | 1–0                |             |              | Játékvezetők: Dina Allen Gabrielle Ariano-Lortie Vonalbírók: Jessica Leclerc Justine Todd |
| Müller (S. Benz, Stalder) – 11:24 | 2–0                |             |              | Játékvezetők: Dina Allen Gabrielle Ariano-Lortie Vonalbírók: Jessica Leclerc Justine Todd |
| Müller (S. Benz, Meier) – 19:49 | 3–0                |             |              | Játékvezetők: Dina Allen Gabrielle Ariano-Lortie Vonalbírók: Jessica Leclerc Justine Todd |
| Müller – 21:26 | 4–0                |             |              |                                                                                           |
| Stänz (Raselli) – 22:21 | 5–0                |             |              |                                                                                           |
| Stänz (Raselli) – 37:19 | 6–0                |             |              |                                                                                           |
| Stalder (Meier, Müller) (PP) – 49:42 | 7–0                |             |              |                                                                                           |
| Stalder (Müller) – 51:48 | 8–0                |             |              |                                                                                           |

| 2018. február 12. 16:40 (8:40) | Svájc (SUI) | 3–1 (0–0, 2–0, 1–1) | Japán (JPN) | Kwandong Hockey Center, Phjongcshang Nézőszám: 4033 |

| Jegyzőkönyv | Jegyzőkönyv        | Jegyzőkönyv                  | Jegyzőkönyv   | Jegyzőkönyv                                                                     |
| --- | ------------------ | ---------------------------- | ------------- | ------------------------------------------------------------------------------- |
| | Florence Schelling | Kapusok                      | Nana Fujimoto | Játékvezetők: Gabriella Gran Aina Hove Vonalbírók: Jenni Heikkinen Natasa Pagon |
| \| S. Benz (Rüegg, L. Benz) (PP) – 30:19 \| 1–0 \| \| \| S. Benz (Meier) (PP) – 33:10 \| 2–0 \| \| \| Müller – 44:27 \| 3–0 \| \| \| \| 3–1 \| 47:33 – Kubo (Hori, H. Toko) \| |                    |                              |               | Játékvezetők: Gabriella Gran Aina Hove Vonalbírók: Jenni Heikkinen Natasa Pagon |
| 10 min perc | Büntetések         | 8 min perc                   |               | Játékvezetők: Gabriella Gran Aina Hove Vonalbírók: Jenni Heikkinen Natasa Pagon |
| 18 | Lövések            | 38                           |               | Játékvezetők: Gabriella Gran Aina Hove Vonalbírók: Jenni Heikkinen Natasa Pagon |
| S. Benz (Rüegg, L. Benz) (PP) – 30:19 | 1–0                |                              |               | Játékvezetők: Gabriella Gran Aina Hove Vonalbírók: Jenni Heikkinen Natasa Pagon |
| S. Benz (Meier) (PP) – 33:10 | 2–0                |                              |               | Játékvezetők: Gabriella Gran Aina Hove Vonalbírók: Jenni Heikkinen Natasa Pagon |
| Müller – 44:27 | 3–0                |                              |               | Játékvezetők: Gabriella Gran Aina Hove Vonalbírók: Jenni Heikkinen Natasa Pagon |
| | 3–1                | 47:33 – Kubo (Hori, H. Toko) |               |                                                                                 |

| 2018. február 14. 12:10 (4:10) | Svédország (SWE) | 1–2 (0–0, 0–1, 1–1) | Svájc (SUI) | Kwandong Hockey Center, Phjongcshang Nézőszám: 3545 |

| Jegyzőkönyv | Jegyzőkönyv | Jegyzőkönyv                          | Jegyzőkönyv        | Jegyzőkönyv                                                                               |
| --- | ----------- | ------------------------------------ | ------------------ | ----------------------------------------------------------------------------------------- |
| | Sara Grahn  | Kapusok                              | Florence Schelling | Játékvezetők: Nikoleta Celárová Katie Guay Vonalbírók: Charlotte Girard Fabre Lisa Linnek |
| \| \| 0–1 \| 33:51 – Müller (Meier, Stalder) (PP) \| \| Borgqvist (Olsson, Nylén Persson) (PP) – 47:35 \| 1–1 \| \| \| \| 1–2 \| 51:28 – Stänz (Meier, Müller) (PP) \| |             |                                      |                    | Játékvezetők: Nikoleta Celárová Katie Guay Vonalbírók: Charlotte Girard Fabre Lisa Linnek |
| 12 perc | Büntetések  | 8 perc                               |                    | Játékvezetők: Nikoleta Celárová Katie Guay Vonalbírók: Charlotte Girard Fabre Lisa Linnek |
| 34 | Lövések     | 47                                   |                    | Játékvezetők: Nikoleta Celárová Katie Guay Vonalbírók: Charlotte Girard Fabre Lisa Linnek |
| | 0–1         | 33:51 – Müller (Meier, Stalder) (PP) |                    | Játékvezetők: Nikoleta Celárová Katie Guay Vonalbírók: Charlotte Girard Fabre Lisa Linnek |
| Borgqvist (Olsson, Nylén Persson) (PP) – 47:35 | 1–1         |                                      |                    | Játékvezetők: Nikoleta Celárová Katie Guay Vonalbírók: Charlotte Girard Fabre Lisa Linnek |
| | 1–2         | 51:28 – Stänz (Meier, Müller) (PP)   |                    | Játékvezetők: Nikoleta Celárová Katie Guay Vonalbírók: Charlotte Girard Fabre Lisa Linnek |

Negyeddöntő
| 2018. február 17. 12:10 (4:10) | Olimpikonok Oroszországból (OAR) | 6–2 (1–0, 2–2, 3–0) | Svájc (SUI) | Kwandong Hockey Center, Phjongcshang Nézőszám: 3903 |

| Jegyzőkönyv | Jegyzőkönyv        | Jegyzőkönyv                         | Jegyzőkönyv        | Jegyzőkönyv                                                                                          |
| --- | ------------------ | ----------------------------------- | ------------------ | --- |
| | Nagyezsda Morozova | Kapusok                             | Florence Schelling | Játékvezetők: Nikoleta Celárová Gabriella Gran Vonalbírók: Charlotte Girard-Fabre Johanna Tauriainen |
| \| Sohina (SH2) – 07:22 \| 1–0 \| \| \| \| 1–1 \| 20:48 – Müller (Meier) \| \| \| 1–2 \| 31:47 – Stalder (Stänz, Meier) (PP) \| \| Kulisova (Szmolina) – 33:53 \| 2–2 \| \| \| Ganyejeva (Sohina) (PP) – 38:53 \| 3–2 \| \| \| Dergacsova (Sohina) – 47:36 \| 4–2 \| \| \| Sohina (Dergacsova) (PP) – 53:25 \| 5–2 \| \| \| Szoszina (SH, ENG) – 59:08 \| 6–2 \| \| |                    |                                     |                    | Játékvezetők: Nikoleta Celárová Gabriella Gran Vonalbírók: Charlotte Girard-Fabre Johanna Tauriainen |
| 12 perc | Büntetések         | 8 perc                              |                    | Játékvezetők: Nikoleta Celárová Gabriella Gran Vonalbírók: Charlotte Girard-Fabre Johanna Tauriainen |
| 21 | Lövések            | 19                                  |                    | Játékvezetők: Nikoleta Celárová Gabriella Gran Vonalbírók: Charlotte Girard-Fabre Johanna Tauriainen |
| Sohina (SH2) – 07:22 | 1–0                |                                     |                    | Játékvezetők: Nikoleta Celárová Gabriella Gran Vonalbírók: Charlotte Girard-Fabre Johanna Tauriainen |
| | 1–1                | 20:48 – Müller (Meier)              |                    | Játékvezetők: Nikoleta Celárová Gabriella Gran Vonalbírók: Charlotte Girard-Fabre Johanna Tauriainen |
| | 1–2                | 31:47 – Stalder (Stänz, Meier) (PP) |                    | Játékvezetők: Nikoleta Celárová Gabriella Gran Vonalbírók: Charlotte Girard-Fabre Johanna Tauriainen |
| Kulisova (Szmolina) – 33:53 | 2–2                |                                     |                    | |
| Ganyejeva (Sohina) (PP) – 38:53 | 3–2                |                                     |                    | |
| Dergacsova (Sohina) – 47:36 | 4–2                |                                     |                    | |
| Sohina (Dergacsova) (PP) – 53:25 | 5–2                |                                     |                    | |
| Szoszina (SH, ENG) – 59:08 | 6–2                |                                     |                    | |

5–8. helyért
| 2018. február 18. 12:10 (4:10) | Svájc (SUI) | 2–0 (1–0, 1–0, 0–0) | Korea (COR) | Kwandong Hockey Center, Phjongcshang Nézőszám: 3811 |

| Jegyzőkönyv                                                                                           | Jegyzőkönyv  | Jegyzőkönyv | Jegyzőkönyv  | Jegyzőkönyv                                                                                           |
| --- | ------------ | ----------- | ------------ | --- |
| | Janine Alder | Kapusok     | Shin So-jung | Játékvezetők: Gabrielle Ariano-Lortie Katarina Timglas Vonalbírók: Jenni Heikkinen Veronica Johansson |
| \| Zollinger (Bullo, Benz) (PP) – 16:35 \| 1–0 \| \| \| Raselli (Rüegg, Altmann) – 38:52 \| 2–0 \| \| |              |             |              | Játékvezetők: Gabrielle Ariano-Lortie Katarina Timglas Vonalbírók: Jenni Heikkinen Veronica Johansson |
| 2 perc                                                                                                | Büntetések   | 8 perc      |              | Játékvezetők: Gabrielle Ariano-Lortie Katarina Timglas Vonalbírók: Jenni Heikkinen Veronica Johansson |
| 53 | Lövések      | 19          |              | Játékvezetők: Gabrielle Ariano-Lortie Katarina Timglas Vonalbírók: Jenni Heikkinen Veronica Johansson |
| Zollinger (Bullo, Benz) (PP) – 16:35                                                                  | 1–0          |             |              | Játékvezetők: Gabrielle Ariano-Lortie Katarina Timglas Vonalbírók: Jenni Heikkinen Veronica Johansson |
| Raselli (Rüegg, Altmann) – 38:52                                                                      | 2–0          |             |              | Játékvezetők: Gabrielle Ariano-Lortie Katarina Timglas Vonalbírók: Jenni Heikkinen Veronica Johansson |

5. helyért
| 2018. február 20. 16:40 (8:40) | Svájc (SUI) | 1–0 (1–0, 0–0, 0–0) | Japán (JPN) | Kwandong Hockey Center, Phjongcshang Nézőszám: 3958 |

| Jegyzőkönyv                     | Jegyzőkönyv        | Jegyzőkönyv | Jegyzőkönyv   | Jegyzőkönyv                                                                                         |
| ------------------------------- | ------------------ | ----------- | ------------- | --------------------------------------------------------------------------------------------------- |
|                                 | Florence Schelling | Kapusok     | Nana Fujimoto | Játékvezetők: Gabriella Gran Katarina Timglas Vonalbírók: Charlotte Girard-Fabre Veronica Johansson |
| \| Raselli – 03:19 \| 1–0 \| \| |                    |             |               | Játékvezetők: Gabriella Gran Katarina Timglas Vonalbírók: Charlotte Girard-Fabre Veronica Johansson |
| 6 perc                          | Büntetések         | 4 perc      |               | Játékvezetők: Gabriella Gran Katarina Timglas Vonalbírók: Charlotte Girard-Fabre Veronica Johansson |
| 14                              | Lövések            | 20          |               | Játékvezetők: Gabriella Gran Katarina Timglas Vonalbírók: Charlotte Girard-Fabre Veronica Johansson |
| Raselli – 03:19                 | 1–0                |             |               | Játékvezetők: Gabriella Gran Katarina Timglas Vonalbírók: Charlotte Girard-Fabre Veronica Johansson |

| Csapat      | Helyezés |
| ----------- | -------- |
| Svájc (SUI) | 5.       |

## Műkorcsolya
| Versenyző       | Versenyszám | Rövid program | Rövid program | Kűr    | Kűr   | Összesítés | Összesítés |
| Versenyző       | Versenyszám | Pont          | Hely.         | Pont   | Hely. | Pont       | Helyezés   |
| --------------- | ----------- | ------------- | ------------- | ------ | ----- | ---------- | ---------- |
| Alexia Paganini | Női egyéni  | 55,26         | 19.           | 101,00 | 22.   | 156,26     | 21.        |

## Síakrobatika
Ugrás
| Versenyző     | Versenyszám | Selejtező  | Selejtező  | Selejtező  | Selejtező  | Döntő      | Döntő      | Döntő      | Döntő      | Döntő      | Helyezés |
| Versenyző     | Versenyszám | 1. forduló | 1. forduló | 2. forduló | 2. forduló | 1. forduló | 1. forduló | 2. forduló | 2. forduló | 3. forduló | Helyezés |
| Versenyző     | Versenyszám | Pont       | Hely.      | Pont       | Hely.      | Pont       | Hely.      | Pont       | Hely.      | Pont       | Helyezés |
| ------------- | ----------- | ---------- | ---------- | ---------- | ---------- | ---------- | ---------- | ---------- | ---------- | ---------- | -------- |
| Mischa Gasser | Férfi       | 113,72     | 14.        | 121,72     | 6.         | 99,12      | 11.        | kiesett    | kiesett    | kiesett    | 11.      |
| Nicolas Gygax | Férfi       | 88,29      | 20.        | 88,92      | 17.        | kiesett    | kiesett    | kiesett    | kiesett    | kiesett    | 23.      |
| Dimitri Isler | Férfi       | 123,98     | =7.        | 88,94      | 3.         | 97,79      | 12.        | kiesett    | kiesett    | kiesett    | 12.      |
| Noé Roth      | Férfi       | 116,06     | 13.        | 116,64     | 10.        | kiesett    | kiesett    | kiesett    | kiesett    | kiesett    | 16.      |

Félcső
| Versenyző         | Versenyszám | Selejtező | Selejtező | Selejtező     | Selejtező | Döntő    | Döntő    | Döntő    | Döntő         | Döntő    |
| Versenyző         | Versenyszám | 1. futam  | 2. futam  | Jobb eredmény | Hely.     | 1. futam | 2. futam | 3. futam | Jobb eredmény | Helyezés |
| ----------------- | ----------- | --------- | --------- | ------------- | --------- | -------- | -------- | -------- | ------------- | -------- |
| Robin Briguet     | Férfi       | 23,00     | 29,40     | 29,40         | 25.       | kiesett  | kiesett  | kiesett  | kiesett       | kiesett  |
| Joel Gisler       | Férfi       | 59,80     | 9,80      | 59,80         | 18.       | kiesett  | kiesett  | kiesett  | kiesett       | kiesett  |
| Rafael Kreienbühl | Férfi       | 55,20     | 22,20     | 55,20         | 19.       | kiesett  | kiesett  | kiesett  | kiesett       | kiesett  |

Mogul
| Versenyző       | Versenyszám | Selejtező | Selejtező | Selejtező | Selejtező | Selejtező | Selejtező | Selejtező | Selejtező | Döntő    | Döntő    | Döntő    | Döntő    | Döntő    | Döntő    | Döntő    | Döntő    | Döntő    | Döntő    | Döntő    | Helyezés |
| Versenyző       | Versenyszám | 1. futam  | 1. futam  | 1. futam  | 1. futam  | 2. futam  | 2. futam  | 2. futam  | 2. futam  | 1. futam | 1. futam | 1. futam | 1. futam | 2. futam | 2. futam | 2. futam | 2. futam | 3. futam | 3. futam | 3. futam | Helyezés |
| Versenyző       | Versenyszám | Idő       | Pont      | Össz.     | Hely.     | Idő       | Pont      | Össz.     | Hely.     | Idő      | Pont     | Össz.    | Hely.    | Idő      | Pont     | Össz.    | Hely.    | Idő      | Pont     | Össz.    | Helyezés |
| --------------- | ----------- | --------- | --------- | --------- | --------- | --------- | --------- | --------- | --------- | -------- | -------- | -------- | -------- | -------- | -------- | -------- | -------- | -------- | -------- | -------- | -------- |
| Deborah Scanzio | Női         | 30,82     | 53,11     | 66,38     | 21.       | 31,29     | 56,28     | 69,02     | 11.       | kiesett  | kiesett  | kiesett  | kiesett  | kiesett  | kiesett  | kiesett  | kiesett  | kiesett  | kiesett  | kiesett  | 21.      |

Krossz
| Versenyző          | Versenyszám | Selejtező | Selejtező | Nyolcaddöntő | Negyeddöntő | Elődöntő | Döntő       | Helyezés |
| Versenyző          | Versenyszám | Idő       | Hely.     | Helyezés     | Helyezés    | Helyezés | Helyezés    | Helyezés |
| ------------------ | ----------- | --------- | --------- | ------------ | ----------- | -------- | ----------- | -------- |
| Marc Bischofberger | Férfi       | 1:09,99   | 9.        | 1.           | 2.          | 2.       | 2.          |          |
| Alex Fiva          | Férfi       | 1:08,74   | 1.        | 1.           | 3.          | kiesett  | kiesett     | 9.       |
| Jonas Lenherr      | Férfi       | 1:10,12   | 13.       | 2.           | 4.          | kiesett  | kiesett     | 15.      |
| Armin Niederer     | Férfi       | 1:09,46   | 4.        | 1.           | 1.          | 3.       | Kisdöntő 1. | 5.       |
| Priscillia Annen   | Női         | 2:30,03   | 23.       | 3.           | kiesett     | kiesett  | kiesett     | 23.      |
| Talina Gantenbein  | Női         | 1:15,97   | 16.       | 2.           | 3.          | kiesett  | kiesett     | 12.      |
| Sanna Lüdi         | Női         | 1:15,13   | 10.       | 2.           | 2.          | 3.       | Kisdöntő 3. | 7.       |
| Fanny Smith        | Női         | 1:13,90   | 5.        | 1.           | 1.          | 2.       | 3.          |          |

Slopestyle
| Versenyző        | Versenyszám | Selejtező | Selejtező | Selejtező     | Selejtező | Döntő    | Döntő    | Döntő    | Döntő         | Döntő    |
| Versenyző        | Versenyszám | 1. futam  | 2. futam  | Jobb eredmény | Hely.     | 1. futam | 2. futam | 3. futam | Jobb eredmény | Helyezés |
| ---------------- | ----------- | --------- | --------- | ------------- | --------- | -------- | -------- | -------- | ------------- | -------- |
| Elias Ambühl     | Férfi       | 89,60     | 67,40     | 89,60         | 9.        | 18,80    | 71,60    | 73,20    | 73,20         | 9.       |
| Fabian Bösch     | Férfi       | 8,20      | 55,00     | 55,00         | 24.       | kiesett  | kiesett  | kiesett  | kiesett       | kiesett  |
| Jonas Hunziker   | Férfi       | 85,80     | 64,80     | 85,80         | 12.       | 5,20     | 66,20    | 46,40    | 66,20         | 10.      |
| Andri Ragettli   | Férfi       | 95,00     | 27,40     | 95,00         | 2.        | 85,80    | 73,20    | 65,40    | 85,80         | 7.       |
| Mathilde Gremaud | Női         | 85,40     | 71,60     | 85,40         | 5.        | 88,00    | 29,40    | 29,40    | 88,00         |          |
| Sarah Höfflin    | Női         | 83,00     | 21,20     | 83,00         | 7.        | 83,80    | 27,80    | 91,20    | 91,20         |          |

## Sífutás
Távolsági
Férfi
| Versenyző                                            | Versenyszám     | Klasszikus | Klasszikus | Szabad   | Szabad | Összesen  | Összesen |
| Versenyző                                            | Versenyszám     | Idő        | Hely.      | Idő      | Hely.  | Idő       | Helyezés |
| ---------------------------------------------------- | --------------- | ---------- | ---------- | -------- | ------ | --------- | -------- |
| Jonas Baumann                                        | 30 km           | 42:25,7    | 38.        | 37:20,1  | 35.    | 1:20:13,4 | =37.     |
| Dario Cologna                                        | 15 km           |            |            |          |        | 33:43,9   |          |
| Dario Cologna                                        | 30 km           | 40:30,9    | 3.         | 35:41,9  | 12.    | 1:16:45,1 | 6.       |
| Dario Cologna                                        | 50 km           |            |            |          |        | 2:12:43,2 | 9.       |
| Roman Furger                                         | 15 km           |            |            |          |        | 34:56,3   | 12.      |
| Toni Livers                                          | 15 km           |            |            |          |        | 36:14,5   | 32.      |
| Toni Livers                                          | 30 km           | 42:36,1    | 42.        | 37:00,08 | 33.    | 1:20:13,4 | =37.     |
| Candide Pralong                                      | 15 km           |            |            |          |        | 36:47,7   | 47.      |
| Candide Pralong                                      | 30 km           | 42:26,0    | 39.        | 36:26,2  | 21.    | 1:19:15,6 | 30.      |
| Candide Pralong                                      | 50 km           |            |            |          |        | 2:18:41,5 | 29.      |
| Ueli Schnider                                        | 50 km           |            |            |          |        | 2:23:17,3 | 41.      |
| Jonas Baumann Dario Cologna Roman Furger Toni Livers | 4 × 10 km váltó |            |            |          |        | 1:38:01,4 | 10.      |

Női
| Versenyző                                                                        | Versenyszám    | Klasszikus | Klasszikus | Szabad  | Szabad | Összesen  | Összesen |
| Versenyző                                                                        | Versenyszám    | Idő        | Hely.      | Idő     | Hely.  | Idő       | Helyezés |
| -------------------------------------------------------------------------------- | -------------- | ---------- | ---------- | ------- | ------ | --------- | -------- |
| Nadine Fähndrich                                                                 | 15 km          | 22:35,8    | 23.        | 21:14,6 | 45.    | 43:50,4   | 27.      |
| Lydia Hiernickel                                                                 | 10 km          |            |            |         |        | 28:33,4   | 49.      |
| Nathalie von Siebenthal                                                          | 10 km          |            |            |         |        | 25:50,3   | 6.       |
| Nathalie von Siebenthal                                                          | 15 km          | 21:57,4    | 10.        | 19:05,1 | 6.     | 41:02,5   | 6.       |
| Nathalie von Siebenthal                                                          | 30 km          |            |            |         |        | 1:31:27,9 | 22.      |
| Nadine Fähndrich Lydia Hiernickel Laurien van der Graaff Nathalie von Siebenthal | 4 × 5 km váltó |            |            |         |        | 53:15,8   | 7.       |

Sprint
| Versenyző                               | Versenyszám         | Selejtező | Selejtező | Negyeddöntő | Negyeddöntő | Elődöntő | Elődöntő | Döntő    | Helyezés |
| Versenyző                               | Versenyszám         | Idő       | Hely.     | Idő         | Hely.       | Idő      | Hely.    | Idő      | Helyezés |
| --------------------------------------- | ------------------- | --------- | --------- | ----------- | ----------- | -------- | -------- | -------- | -------- |
| Jovian Hediger                          | Férfi egyéni sprint | 3:15,86   | 16.       | 3:14,25     | 4.          | kiesett  | kiesett  | kiesett  | 18.      |
| Erwan Käser                             | Férfi egyéni sprint | 3:22,48   | 48.       | kiesett     | kiesett     | kiesett  | kiesett  | kiesett  | 48.      |
| Ueli Schnider                           | Férfi egyéni sprint | 3:19,47   | 37.       | kiesett     | kiesett     | kiesett  | kiesett  | kiesett  | 37.      |
| Dario Cologna Roman Furger              | Férfi csapatsprint  |           |           |             |             | 16:10,52 | 6.       | kiesett  | 11.      |
| Nadine Fähndrich                        | Női egyéni sprint   | 3:19,42   | 20.       | 3:14,82     | 4.          | kiesett  | kiesett  | kiesett  | 20.      |
| Laurien van der Graaff                  | Női egyéni sprint   | 3:19,62   | 21.       | 3:12,10     | 2.          | 3:15,65  | 5.       | kiesett  | 10.      |
| Nadine Fähndrich Laurien van der Graaff | Női csapatsprint    |           |           |             |             | 16:39,83 | 2.       | 16:17,79 | 4.       |

## Síugrás
Férfi
| Versenyző          | Versenyszám | Selejtező | Selejtező | Selejtező | 1. ugrás | 1. ugrás | 1. ugrás | 2. ugrás | 2. ugrás | 2. ugrás | Összesítés | Összesítés |
| Versenyző          | Versenyszám | Táv       | Pont      | Hely.     | Táv      | Pont     | Hely.    | Táv      | Pont     | Hely.    | Pont       | Helyezés   |
| ------------------ | ----------- | --------- | --------- | --------- | -------- | -------- | -------- | -------- | -------- | -------- | ---------- | ---------- |
| Simon Ammann       | Normálsánc  | 102,0     | 122,3     | 10.       | 105,0    | 119,4    | 11.      | 104,5    | 117,2    | 10.      | 236,6      | 11.        |
| Simon Ammann       | Nagysánc    | 140,0     | 122,6     | 10.       | 133,5    | 131,6    | 10.      | 130,5    | 125,0    | 13.      | 256,6      | 13.        |
| Gregor Deschwanden | Normálsánc  | 89,5      | 92,3      | 43.       | 99,5     | 100,1    | 29.      | 91,5     | 85,2     | 29.      | 185,3      | 29.        |
| Gregor Deschwanden | Nagysánc    | 128,0     | 103,5     | 24.       | 123,0    | 105,8    | 36.      | kiesett  | kiesett  | kiesett  | kiesett    | kiesett    |

## Snowboard
Akrobatika
Férfi
| Versenyző        | Versenyszám | Selejtező  | Selejtező  | Selejtező     | Selejtező  | Döntő    | Döntő    | Döntő    | Döntő         | Helyezés |
| Versenyző        | Versenyszám | 1. futam   | 2. futam   | Jobb eredmény | Hely.      | 1. futam | 2. futam | 3. futam | Jobb eredmény | Helyezés |
| ---------------- | ----------- | ---------- | ---------- | ------------- | ---------- | -------- | -------- | -------- | ------------- | -------- |
| Elias Allenspach | Halfpipe    | 23,75      | 25,50      | 25,50         | 27.        | kiesett  | kiesett  | kiesett  | kiesett       | 27.      |
| Patrick Burgener | Halfpipe    | 82,00      | 50,25      | 82,00         | 9.         | 84,00    | 51,00    | 89,75    | 89,75         | 5.       |
| Jan Scherrer     | Halfpipe    | 84,00      | 16,00      | 84,00         | 6.         | 31,25    | 80,50    | 70,75    | 80,50         | 9.       |
| Jonas Bösiger    | Big air     | 96,00      | 35,25      | 96,00         | 2.         | 77,50    | –        | 40,75    | 118,25        | 8.       |
| Jonas Bösiger    | Slopestyle  | 18,68      | 58,26      | 58,26         | 9.         | kiesett  | kiesett  | kiesett  | kiesett       | 21.      |
| Nicolas Huber    | Big air     | 76,75      | 44,50      | 76,75         | 13.        | kiesett  | kiesett  | kiesett  | kiesett       | 25.      |
| Nicolas Huber    | Slopestyle  | 34,25      | 36,90      | 36,90         | 16.        | kiesett  | kiesett  | kiesett  | kiesett       | 30.      |
| Michael Schärer  | Big air     | 87,00      | 44,00      | 87,00         | 5.         | –        | 62,25    | 78,50    | 140,75        | 6.       |
| Michael Schärer  | Slopestyle  | 37,61      | 27,01      | 37,61         | 14.        | kiesett  | kiesett  | kiesett  | kiesett       | 29.      |
| Moritz Thönen    | Big air     | nem indult | nem indult | nem indult    | nem indult | kiesett  | kiesett  | kiesett  | kiesett       | –        |
| Moritz Thönen    | Slopestyle  | 19,53      | 23,55      | 23,55         | 16.        | kiesett  | kiesett  | kiesett  | kiesett       | 34.      |

Női
| Versenyző      | Versenyszám | Selejtező | Selejtező | Selejtező     | Selejtező | Döntő    | Döntő    | Döntő    | Döntő         | Helyezés |
| Versenyző      | Versenyszám | 1. futam  | 2. futam  | Jobb eredmény | Hely.     | 1. futam | 2. futam | 3. futam | Jobb eredmény | Helyezés |
| -------------- | ----------- | --------- | --------- | ------------- | --------- | -------- | -------- | -------- | ------------- | -------- |
| Verena Rohrer  | Halfpipe    | 16,50     | 55,00     | 55,00         | 14.       | kiesett  | kiesett  | kiesett  | kiesett       | 14.      |
| Sina Candrian  | Big air     | 31,75     | 86,00     | 86,00         | 8.        | –        | 76,25    | 64,00    | 140,25        | 5.       |
| Sina Candrian  | Slopestyle  | törölve   | törölve   | törölve       | törölve   | 66,35    | 39,80    | törölve  | 66,35         | 7.       |
| Isabel Derungs | Big air     | 54,00     | 59,25     | 59,25         | 22.       | kiesett  | kiesett  | kiesett  | kiesett       | 22.      |
| Isabel Derungs | Slopestyle  | törölve   | törölve   | törölve       | törölve   | 39,66    | 31,98    | törölve  | 39,66         | 18.      |
| Elena Könz     | Big air     | 62,00     | 65,75     | 65,75         | 18.       | kiesett  | kiesett  | kiesett  | kiesett       | 18.      |
| Elena Könz     | Slopestyle  | törölve   | törölve   | törölve       | törölve   | 17,28    | 59,00    | törölve  | 59,00         | 10.      |
| Carla Somaini  | Big air     | 70,75     | 24,75     | 70,75         | 15.       | kiesett  | kiesett  | kiesett  | kiesett       | 15.      |
| Carla Somaini  | Slopestyle  | törölve   | törölve   | törölve       | törölve   | 36,71    | 23,08    | törölve  | 36,71         | 20.      |

Parallel giant slalom
| Versenyző       | Versenyszám | Selejtező | Selejtező | Nyolcaddöntő                              | Negyeddöntő                         | Elődöntő                                | Döntő                        | Helyezés |
| Versenyző       | Versenyszám | Idő       | Hely.     | Ellenfél Eredmény                         | Ellenfél Eredmény                   | Ellenfél Eredmény                       | Ellenfél Eredmény            | Helyezés |
| --------------- | ----------- | --------- | --------- | ----------------------------------------- | ----------------------------------- | --------------------------------------- | ---------------------------- | -------- |
| Dario Caviezel  | Férfi       | 1:26,39   | 22.       | kiesett                                   | kiesett                             | kiesett                                 | kiesett                      | 22.      |
| Kaspar Flütsch  | Férfi       | 1:26,26   | 21.       | kiesett                                   | kiesett                             | kiesett                                 | kiesett                      | 21.      |
| Nevin Galmarini | Férfi       | 1:24,78   | 1.        | Tim Mastnak (SLO) · Gy –0,38              | Roland Fischnaller (ITA) · Gy –0,06 | Sylvain Dufour (FRA) · Gy nem ért célba | Lee Sang-ho (KOR) · Gy –0,43 |          |
| Ladina Jenny    | Női         | 1:33,19   | 12.       | Ramona Hofmeister (GER) · V nem ért célba | kiesett                             | kiesett                                 | kiesett                      | 13.      |
| Patrizia Kummer | Női         | 1:33,59   | 16.       | Ester Ledecká (CZE) · V +0,78             | kiesett                             | kiesett                                 | kiesett                      | 16.      |
| Stefanie Müller | Női         | 1:35,39   | 23.       | kiesett                                   | kiesett                             | kiesett                                 | kiesett                      | 23.      |
| Julie Zogg      | Női         | 1:32,89   | 7.        | Aleksandra Król (POL) · Gy –0,70          | Aljona Zavarzina (OAR) · V +1,88    | kiesett                                 | kiesett                      | 6.       |

Snowboard cross
| Versenyző        | Versenyszám | Selejtező | Selejtező | Selejtező  | Selejtező  | Selejtező     | Selejtező | Nyolcaddöntő | Negyeddöntő   | Elődöntő | Döntő    | Helyezés |
| Versenyző        | Versenyszám | 1. futam  | 1. futam  | 2. futam   | 2. futam   | Jobb eredmény | Kiemelés  | Nyolcaddöntő | Negyeddöntő   | Elődöntő | Döntő    | Helyezés |
| Versenyző        | Versenyszám | Idő       | Hely.     | Idő        | Hely.      | Jobb eredmény | Kiemelés  | Helyezés     | Helyezés      | Helyezés | Helyezés | Helyezés |
| ---------------- | ----------- | --------- | --------- | ---------- | ---------- | ------------- | --------- | ------------ | ------------- | -------- | -------- | -------- |
| Kalle Koblet     | Férfi       | 1:14,25   | 9.        | kiemelt    | kiemelt    | 1:14,25       | 9.        | 3.           | nem ért célba | kiesett  | kiesett  | 18.      |
| Jérôme Lymann    | Férfi       | 1:14,77   | 21.       | kiemelt    | kiemelt    | 1:14,77       | 21.       | 1.           | 4.            | kiesett  | kiesett  | 16.      |
| Lara Casanova    | Női         | 1:22,26   | 20.       | nem indult | nem indult | 1:22,26       | 21.       |              | 4.            | kiesett  | kiesett  | 15.      |
| Alexandra Hasler | Női         | 1:20,87   | 13.       | 1:20,49    | 4.         | 1:20,49       | 16.       |              | 5.            | kiesett  | kiesett  | 19.      |
| Simona Meiler    | Női         | 1:18,95   | 7.        | kiemelt    | kiemelt    | 1:18,95       | 7.        |              | 6.            | kiesett  | kiesett  | 22.      |

## Szánkó
| Versenyző      | Versenyszám | 1. futam | 1. futam | 2. futam | 2. futam | 3. futam | 3. futam | 4. futam | 4. futam | Összesítés | Összesítés |
| Versenyző      | Versenyszám | Idő      | Hely.    | Idő      | Hely.    | Idő      | Hely.    | Idő      | Hely.    | Idő        | Helyezés   |
| -------------- | ----------- | -------- | -------- | -------- | -------- | -------- | -------- | -------- | -------- | ---------- | ---------- |
| Martina Kocher | Női egyes   | 46,837   | 17.      | 46,657   | 15.      | 46,638   | 11.      | 46,671   | 10.      | 3:06,893   | 11.        |

## Szkeleton
| Versenyző        | Versenyszám | 1. futam | 1. futam | 2. futam | 2. futam | 3. futam | 3. futam | 4. futam | 4. futam | Összesítés | Összesítés |
| Versenyző        | Versenyszám | Idő      | Hely.    | Idő      | Hely.    | Idő      | Hely.    | Idő      | Hely.    | Idő        | Helyezés   |
| ---------------- | ----------- | -------- | -------- | -------- | -------- | -------- | -------- | -------- | -------- | ---------- | ---------- |
| Marina Gilardoni | Női         | 52,34    | 10.      | 52,35    | 12.      | 52,28    | 10.      | 52,46    | 13.      | 3:29,43    | 11.        |